# Tiro ai Giochi della IV Olimpiade - Pistola individuale
La competizione della pistola individuale  di Tiro ai Giochi della IV Olimpiade si tenne il 10 luglio 1908 al Bisley Rifle Range nella contea di Surrey. 

## Risultato
| Pos.    | Atleta                 | Nazione     | Punti |
| ------- | ---------------------- | ----------- | ----- |
| Oro     | Paul Van Asbroeck      | Belgio      | 490   |
| Argento | Réginald Storms        | Belgio      | 487   |
| Bronzo  | Jim Gorman             | Stati Uniti | 485   |
| 4       | Charles Axtell         | Stati Uniti | 480   |
| 5       | Jesse Wallingford      | Regno Unito | 467   |
| 6       | André Barbillat        | Francia     | 466   |
| 7       | William Ellicott       | Regno Unito | 458   |
| 8       | Irving Calkins         | Stati Uniti | 457   |
| 9       | John Dietz             | Stati Uniti | 455   |
| 10      | André Regaud           | Francia     | 451   |
| 11      | Geoffrey Coles         | Regno Unito | 449   |
| 12      | Jacob van der Kop      | Paesi Bassi | 447   |
| 13      | Henry Lynch-Staunton   | Regno Unito | 443   |
| 14      | William Lane-Joynt     | Regno Unito | 442   |
| 15      | René Englebert         | Belgio      | 441   |
| 16      | William Newton         | Regno Unito | 440   |
| 17      | Léon Moreaux           | Francia     | 438   |
| 18      | Frans-Albert Schartau  | Svezia      | 436   |
| 19      | Thomas LeBoutillier    | Stati Uniti | 436   |
| 20      | Vilhelm Carlberg       | Svezia      | 432   |
| 21      | Reginald Sayre         | Stati Uniti | 430   |
| 22      | Jean Depassio          | Francia     | 427   |
| 23      | Charles Wirgman        | Regno Unito | 425   |
| 24      | Piet ten Bruggen Cate  | Paesi Bassi | 421   |
| 25      | Frangiskos Mavrommatis | Grecia      | 419   |
| 26      | Alexandros Theofilakīs | Grecia      | 409   |
| 27      | Hübner von Holst       | Svezia      | 408   |
| 28      | Peter Jones            | Regno Unito | 407   |
| 29      | Iōannīs Theofilakīs    | Grecia      | 406   |
| 30      | Léon Lécuyer           | Francia     | 401   |
| 31      | James Le Fevre         | Regno Unito | 399   |
| 32      | Defkalion Rediadis     | Grecia      | 397   |
| 33      | Eric Carlberg          | Svezia      | 396   |
| 34      | Maurice Robion du Pont | Francia     | 391   |
| 35      | Otto von Rosen         | Svezia      | 386   |
| 36      | Jan de Blécourt        | Paesi Bassi | 381   |
| 37      | Jacques Pinchart       | Belgio      | 372   |
| 38      | Walter Winans          | Stati Uniti | 368   |
| 39      | Henry Munday           | Regno Unito | 358   |
| 40      | Gerard van den Bergh   | Paesi Bassi | 343   |
| 41      | Christiaan Brosch      | Paesi Bassi | 337   |
| 42      | John Bashford          | Regno Unito | 329   |
| 43      | Antonie de Gee         | Paesi Bassi | 226   |